# 性別移行
性別移行（せいべついこう、英語: Gender transition）とは、自身の性同一性（ジェンダー・アイデンティティ）に近づくために行う社会的・身体的なプロセスのことである。ジェンダー・トランジションもしくは単にトランジションと表記されることもある。

## 概要
自身の性同一性（ジェンダー・アイデンティティ）が出生時に割り当てられた性別と一致しない人は主にトランスジェンダーと呼ばれるが、そうした人々は人生において苦痛や不快感が生じることがあり、これは性別違和という。性別違和を抱えたままでは社会で生きるのに困難がともなうため、この性別違和を和らげて、自分のジェンダーを肯定し、人生を送りやすくするための何かしらのプロセスをとることがあり、それは性別移行と呼ばれる。
外的に認識されるジェンダーには、様々な身体的、社会的な要素が存在しており、性別移行を行う人はそれぞれ自分の望むプロセスを進めていく。性別適合手術さえすれば性別移行はたちまちに完了するというような単純なものではなく、当事者は長い時間をかけて性別移行を進めていくことになる。トランスジェンダーの人が全て性別移行するとは限らず、何をもって完了するか、どういう手順で行うかなどは個人で異なる。
性別移行の具体例としては以下の行為が挙げられる。
- 社会的な性別移行
  - 名前や代名詞を変える。
  - ジェンダー表現（服装や髪形など）を変える。
  - 胸や生殖器を物理的に締め付けるなどして目立たなくする。
  - カミングアウトをする。
  - 身分証明書に記載する性別（法的性別（英語版））を変更する。
  - その他の行動の変化。
- 身体的な性別移行
  - ホルモン療法を受ける。
  - 性別適合手術を受ける。

非営利団体「Advocates for Trans Equality」がアメリカで2022年に実施した84000人を超える成人の当事者（トランスジェンダー、ノンバイナリー、ジェンダーノンコンフォーミング）を対象とした調査によれば、回答者の半数以上（59％）が何らかの医療的な性別移行を経験していると報告された。
子どもが性別移行をする際は、思春期以前の性別移行は完全に社会的なものである。思春期中および思春期以降は、いくつかの医療的な性別移行が利用できる場合があるものの、家族や医療提供者の間でじゅうぶんな考慮と協議が行われた場合に限られる。思春期前の子どもに医療的な手術や処置が行われているという誤解もあるが、そうした事実はない。
性別移行はトランスジェンダー当事者の多くにとって有益である。コーネル大学によれば、性別移行はトランスジェンダーの体験を改善して幸福に繋がるという研究がほとんどであり、全体的な害を引き起こすと結論付ける研究は見つからなかった。

## ディトランジション
性別移行をやめることをディトランジションと呼ぶが、これは性別移行を後悔しているからという理由だとは限らない。主な性別移行をやめる理由としては、妊娠するために一時的にホルモン療法を中止する場合、家族などの圧力で継続できなくなってしまった場合、何らかの事情で医療にアクセスできなくなった場合、ノンバイナリーだと自覚してやめた場合などが挙げられる。ディトランジションを行うことは非常に稀で、その経験者は性別移行者の約1%程度とされる。2022年の調査では、性別移行を経験した人のうち「性別移行は自分には合わない」という理由で出生時に割り当てられた性別で再び生活するようになった人は全体のわずか0.36%であった。
「性別移行したことを後悔している子どもが多い」という主張も一部で広まっているが、そうした事実はない。